# Novopsocus
Novopsocus ist eine Gattung aus der Familie der Pseudocaeciliidae innerhalb der Ordnung der Staubläuse (Psocoptera). Die bisher beschriebenen Arten der Gattung sind in Neuguinea endemisch. 

## Merkmale
Die Gattung zeichnet sich durch einen flachen Kopf mit kantigem Vertex und durch lange, schmale, bandförmige Flügel aus. Die Subgenitalplatte ist zweilappig, jeweils mit einer Gruppe von zwei bis drei Setae. Die Tarsen der sechs Beine tragen je drei Tarsenglieder.
Nach Thornton ist bei den Männchen das erste Glied der Geißel (Flagellum) dick und abgeflacht. Bei der Revision der Gattung fügte Cuénoud hinzu, dass es auch nur wenig verdickt und nur etwas abgeflacht oder weder verdickt noch abgeflacht sein kann.

## Lebensraum
Für die Typusart gaben Thornton und Smithers Central Province (Papua-Neuguinea), Woitape, über 2000 m an. Die von Cuénoud untersuchten Proben wurden an den Ästen kleiner Bäume und Sträucher im Unterholz und am Rande von ungestörtem bis mäßig gestörtem Regenwald gesammelt. Dabei kam die Astschlagtechnik zum Einsatz.

## Systematik und Taxonomie
Die Typusart der Gattung ist Novopsocus stenopterus. Diese Art wurde 1977 anhand eines Weibchens als Zelandopsocus stenopterus von Ian Thornton und C. Smithers erstmals beschrieben und später von Thornton in die Gattung Austropsocus eingeordnet. 1984 beschrieb Thornton für die Art Austropsocus stenopterus wegen ihrer einzigartigen Merkmalskombination eine neue Gattung Novopsocus, in die er die Art unter dem neuen Namen Novopsocus stenopterus stellte. Bis 2008 blieb Novopsocus stenopterus die einzige Art der Gattung.

### Innere Systematik
Das Typusexemplar sowie fünf weitere Exemplare aus der Sammlung, die Thornton im Bishop Museum auf Hawaii untersuchte, sowohl Weibchen, als auch Männchen, wurden Novopsocus stenopterus zugeordnet. Bei der Überarbeitung der Gattung und der Bestimmung von neun neu gesammelten Staubläusen aus Neuguinea durch Philippe Cuénoud im Jahr 2008 zeigte sich, dass schon bei den ersten sechs Individuen eigentlich zwei verschiedene Arten vorlagen. Neben der Typusart Novopsocus stenopterus wurde Novopsocus magnus neu beschrieben. Eine weitere Art in der neueren Sammlung wurde von Cuénoud anhand eines einzelnen Männchens beschrieben und Novopsocus caeciliae genannt.

### Äußere Systematik
Novopsocus wurde wegen der für die Art Novopsocus stenopterus charakteristischen Anzahl von je drei Tarsengliedern an den Füßen zur Familie Philotarsidae innerhalb der Staubläuse gezählt. Edward L. Mockford wies jedoch 1984 darauf hin, dass Austropsocus und Zelandopsocus, die ebenfalls drei Tarsenglieder aufweisen, in vielen anderen Merkmalen den Arten der verwandten Familie Pseudocaeciliidae glichen. Diese Familie umfasste bis dahin nur Arten der Staubläuse mit je zwei Tarsengliedern. Somit wurden die Gattungen Austropsocus, Zelandopsocus und schließlich auch Novopsocus als Unterfamilie Zelandopsocinae zur Familie Pseudocaeciliidae gestellt.

### Arten
Cuénoud nennt 3 Arten:
- Novopsocus caeciliae Cuénoud, 2008
- Novopsocus magnus Cuénoud, 2008
- Novopsocus stenopterus (Thornton & Smithers, 1977)